# Escalar
|  | Aquest article tracta sobre l'escalar físic i matemàtic. Vegeu-ne altres significats a «Escalar (desambiguació)». |

Matemàticament, un escalar és un nombre real, complex o racional. Formalment, un escalar és un tensor de rang zero. Un escalar és una quantitat que es pot descriure amb un sol nombre, tant si és adimensional, com si s'expressa amb relació a alguna quantitat física. Els escalars tenen magnitud, però no direcció, cosa que els distingeix dels vectors. Formalment, els escalars són quantitats que són invariants respecte a rotacions de coordenades (o transformacions de Lorentz, en relativitat).
En física, i astrofísica, els escalars són partícules que es poden associar a un camp escalar, és a dir, a un camp especificat a cada punt de l'espai per un nombre solament. Són bosons d'espín nul. Entre aquestes partícules hi ha els pions, vehicles de la força nuclear que mantenen units els nucleons en el nucli atòmic. Els nucleons es poden desintegrar, segons la seva càrrega, en muons, electrons, neutrins, i fotons. Un d'aquests escalars, el bosó de Higgs encara no ha estat detectat.

## Escalars com a components vectorials
D'acord amb el teorema fonamental de l'àlgebra lineal, cada espai vectorial té una  base. Es dedueix que cada espai vectorial sobre un camp escalar K és isomorf a un espai vectorial de coordenades, on les coordenades són elements de K. Per exemple, cada espai vectorial real de dimensió n és isomorf a l'espai real de n dimensions Rn.

## Producte escalar
L'espai del producte escalar és un espai vectorial V amb una operació addicional de producte escalar (o producte intern) que permet a dos vector produir un nombre. El resultat normalment està definit com un component del camp vectorial V. Vom el producte intern d'un vector amb ell mateix ha de ser positiu. Un espai del producte escalar només es pot definir sobre camps que suportin el signe. Això exclou als camps finits, per exemple.
L'existència del producte escalar fa possible tenir intuïció geomètrica en un espai euclidià mitjançant una noció ben definida de l'angle entre dos vectors, i particularment una manera d'expressar quan dos vectors són ortogonals. La majoria dels espais de productes escalars es poden considerar un espai vectorial d'una manera natural.

## Quantitats escalars (no relativistes)
Alguns exemples de quantitats escalars no relativistes son la càrrega elèctrica, distància, energia, massa, potència, velocitat, temperatura, temps i volum.